# 迷宮情人
《迷宫情人》（日语：迷宮のラヴァーズ）为heath的第一张单曲。CD编号为PODH-1323。

## 概要
《名侦探柯南》第27話 - 第30話使用的版本与在编曲上有差异，但是第31話以后与CD版的编曲相同。

## 收录歌曲
1. 迷宮のラヴァーズ
（作詞：森雪之丞 / 作曲：heath / 編曲：heath・杉山勇司）
读卖电视台・日本电视台动画《名侦探柯南》片尾曲
2. Daydream #002
（作詞・作曲：heath / 編曲：heath・杉山勇司）
3. 迷宮のラヴァーズ-Instrumental-

## 收录专辑
- 名侦探柯南主题歌集　※《迷宫情人》收录
- GANG AGE CUBIST  ※《Daydream #002》不同版本《Daydream #006》收录

| 动画《名侦探柯南》片尾曲 1996年8月5日 - 1997年3月10日 |                    |                                 |
| 前作: ZIGGY 《STEP BY STEP》                          | heath 《迷宫情人》 | 次作: 宇德敬子 《光与影的浪漫》 |